# Stéphane Passeron
Stéphane Passeron (* 9. Dezember 1968) ist ein ehemaliger französischer Skilangläufer.

## Werdegang
Passeron lief im Dezember 1996 in Brusson sein erstes von insgesamt 20 Weltcupeinzelrennen, das er auf dem 92. Platz über 15 km Freistil beendete. Im Jahr 1998 gewann er den Transjurassienne über 76 km Freistil. Zudem siegte er siebenmal beim Marathon de Bessans über 42 km Freistil (1995, 1999–2004) und fünfmal beim La Foulée Blanche (1999, 2001–2004). In der Saison 2000/01 wurde er Dritter beim Marcialonga und Zweiter beim American Birkebeiner und erreichte damit den zweiten Platz in der Marathon-Cup-Gesamtwertung. In der folgenden Saison kam er mit Platz drei beim Transjurassienne und Rang zwei beim American Birkebeiner auf den siebten Platz in der Gesamtwertung des Marathon-Cups. Zudem errang er im Dezember 2001 beim Continental-Cup in Goms den dritten Platz über 10 km Freistil und holte in Ramsau am Dachstein mit dem 30. Platz im 30-km-Massenstartrennen seinen einzigen Weltcuppunkt. Bei den Nordischen Skiweltmeisterschaften 2003 im Val di Fiemme lief er auf den 50. Platz über 50 km Freistil und auf den 11. Rang mit der Staffel. In der Saison 2004/05 kam er beim Alpencup jeweils über 10 km Freistil in Schilpario auf den dritten Platz und in Montgenèvre auf den zweiten Rang und erreichte damit den vierten Platz in der Gesamtwertung. Zudem wurde er im Jahr 2005 Zweiter beim Transjurassienne. Sein letztes Weltcupeinzelrennen absolvierte er im Februar 2005 in Reit im Winkl, das er auf dem 75. Platz über 15 km Freistil beendete.

## Siege bei Skimarathon-Rennen
- 1998 Transjurassienne, 76 km Freistil
- 1995, 1999–2004 Marathon de Bessans, 42 km Freistil
- 1999, 2002 La Foulée Blanche, 50 km Freistil
- 2001, 2003 La Foulée Blanche, 30 km Freistil
- 2004 La Foulée Blanche, 40 km Freistil